# Tlalpan
Tlalpan est l'une des seize divisions territoriales (demarcaciones territoriales) de Mexico au Mexique. Son siège est Villa de Tlalpan.

## Géographie

### Situation
Tlalpan s'étend sur 312 km2 dans le sud de Mexico. Elle est limitrophe d'Álvaro Obregón et Coyoacán au nord, Xochimilco à l'est, Milpa Alta au sud-est et Magdalena Contreras à l'ouest, ainsi que de l'État de Morelos au sud et des municipalités Ocoyoacac et Xalatlaco, situées dans l'État de Mexico, à l'ouest.
Elle constitue la plus vaste des divisions territoriales de Mexico par l'étendue de son territoire dont plus de 80 % demeure rural et n'accueille que 17 % de sa population totale, estimée à 607 545 habitants en 2010.
Elle est divisée en plusieurs quartiers (colonias), dont :
- Tlalpan Centro ;
- Toriello Guerra ;
- Miguel Hidalgo ;
- Fuentes Brotantes ;
- Tepeximilpa ;
- Tepetongo ;
- Mesa de los Hornos ;
- Santa Ursula Xilta ;
- Pedregal de Santa Ursula Xitla ;
- La Fama ;
- Santisima Trinidad ;
- Volcanes ;
- Tlalcoligia ;
- La Joya ;
- Pedregal del Lago ;
- Pedregal de San Nicolás ;
- Fuentes del Pedregal ;
- Jardines en la Montañas ;
- Jardines del Ajusco ;
- Héroes de Padierna ;
- San Pedro Mártir ;
- San Andrés Totoltepec ;
- Lomas de Padierna ;
- San Miguel Ajusco ;
- Isidro Fabela ;
- San Miguel Topilejo ;
- Villa Coapa.

## Dénomination
Son nom vient du vocable pré-hispanique Tlalli pan (en nahuatl « lieu sur la terre »), du fait que ce territoire se trouvait sur la terre ferme, au sud du lac de Texcoco. Elle a été quelque temps capitale de l'État de Mexico sous le nom de San Agustín de las Cuevas.